# Dá cuò che
Pour plus de détails, voir Fiche technique et Distribution.
Dá cuò che (搭錯車 ; littéralement « monter dans la mauvaise voiture ») est un film taïwanais réalisé par Yu Kanping (虞戡平) avec Sun Yue (孫越) et Linda Liu (劉瑞琪). Ce film primé quatre fois aux Golden Horse Awards fut rediffusé de nombreuses fois dans les cinémas de Taïwan et Hong Kong et rencontra un grand succès à sa sortie. La chanson principale du film, intitulée Any Empty Wine Bottles for Sale (酒矸倘賣無 ; jiǔ gān tǎng mài wú), est chantée par Su Rui.
Une série portant le même nom vit le jour en 2005 et adapte en 22 épisodes l'histoire du film avec les acteurs Li Xuejian (李雪健) et Li Lin (李琳).

## Synopsis
Le film raconte l'histoire d'un vétéran de l'armée muet, surnommé Tonton (阿叔) par ses voisins, qui vit en ramassant des bouteilles dans un quartier sous-développé de sa ville.
Un jour, en rentrant du travail, il tombe sur un bébé abandonné dans un panier avec une note indiquant qu'elle s'appelle Mei et demandant à quiconque la trouvera de lui offrir une belle vie. Le vétéran emmène alors Mei chez lui dans l'intention de l'élever. Mei devient une belle jeune femme et rencontre un jeune chanteur indépendant dont elle tombe amoureuse. Un producteur musical les aborde alors qu'ils chantent dans un bar et propose uniquement à Mei de l'engager dans sa maison de disques, ignorant son compagnon. Mei accepte l'offre. Le producteur efface toute trace du passé de Mei, en la faisant passer pour la fille d'une famille riche et occultant son enfance dans un milieu très modeste. Mei devient rapidement une chanteuse en vogue et décide d'organiser un concert dans sa ville d'origine à la suite des réclamations des habitants de son quartier qui désirent la voir. Son père adoptif et sa famille viennent la voir à la fin d'une conférence de presse, mais le producteur nie tout lie entre Mei et ces personnes, tandis que Mei les ignore.
Un jour, alors qu'elle tente de rendre visite à son père, Mei apprend que le quartier a été détruit et déplacé dans un endroit qu'elle ignore. Le vétéran tombe en dépression au fil des années à cause de l'absence de sa fille. Il contracte un infarctus en regardant un concert de Mei en direct à la télévision avec sa voisine. Celle-ci l'emmène à l'hôpital, puis se précipite au concert de Mei pour qu'elle rejoigne son père. Hélas, Mei arrive trop tard et son père est déjà décédé. Peu après cet évènement, Mei chante une chanson intitulée Any Empty Wine Bottles for Sale (酒矸倘賣無), que son père chantait quand il partait au travail.

## Fiche technique
- Titre : Dá cuò che
- Titre original : 搭錯車
- Titre anglais : Papa, Can You Hear Me Sing
- Réalisation : Yu Kan-ping
- Scénario : Sung Hsiang-ju, Raymond Wong Pak-ming, Wu Nien-jen et Yeh Yun-chiao
- Musique : Chen Chih-yuan et Lee Shou-chuan
- Photographie : Ho Yung-cheng
- Montage : Huang Chiu-kuei
- Production : Karl Maka, Dean Shek et Raymond Wong Pak-ming
- Société de production : Cinema City Enterprises
- Pays :  Hong Kong et  Taïwan
- Genre : Drame et film musical
- Durée : 100 minutes
- Dates de sortie : 
  -  Taïwan : 30 juillet 1983
  -  Hong Kong : 7 décembre 1983

## Distribution
- Linda Liu Jui-chi : Mei
- Sun Yueh : oncle Ya
- Wu Shao-kang : Shih Chun-mai
- Lee Li-chun : Ah Man
- Hsiao Hou-tao : Ah Kun
- Chin Pin : Chih Lan
- Su Chu : la voisine de Ya
- Chiang Hsia : Mme. Man
- Ting Yi-feng
- Yang Tsung-hua
- Yu Ngai-ho : l'impresario (non crédité)

## Impact du film
À sa sortie en 1983, ce film apporta un renouveau au mouvement nationaliste taïwanais et au sentiment de libération de Taïwan par rapport au gouvernement autoritaire chinois,,.
Le film fut salué pour l'utilisation du dialecte Hokkien, interdit depuis les années 1960 par le gouvernement chinois.
Papa, can you hear me sing représente également pour la première fois le processus de démolition et reconstruction urbaine, alors sujet à controverses dans la Chine post-maoïste des années 1980.

## Bande-son
Bien que n'apparaissant pas dans le film, toutes les chansons sont chantées par Su Rui, et non Linda Liu, qui joue Mei.
Ses chansons incluent Any Empty Wine Bottles for Sale (酒矸倘賣無), qui apparait dans la dernière scène du film, après le décès du père de Mei.
Il y a également The Same Moonlight (一樣的月光), chanson de rock racontant une rupture amoureuse, qui rendit Su Rui très populaire à Taïwan, cette chanson est entendue deux fois dans le film et est présentée comme le premier succès de Mei en tant que chanteuse.
Une autre chanson phare du film est Please Come With Me (請跟我來), un slow chantée par Su Rui avec Kan Ping Yu, le réalisateur du film. Dans le film, il s'agit d'une chanson que le chanteur a composée pour Mei et qu'ils chantent ensemble dans des bars, permettant à Mei d'être repérée par le producteur d'une grande maison de disques.
D'autres chansons de Su Rui apparaissent dans le film, notamment Whether or Not (是否), Assurance (是否) et Change (變).

## Distinctions
| Catégories                                              | Catégories                       | Catégories                                                                                                 | Catégories |
| Festival cinématographique                              | Catégorie                        | Nommé(s)                                                                                                   | Résultat   |
| ------------------------------------------------------- | -------------------------------- | --- | ---------- |
| 20e cérémonie des Golden Horse Film Festival and Awards | Meilleur acteur                  | Sun Yue | Lauréat    |
| 20e cérémonie des Golden Horse Film Festival and Awards | Meilleure bande-son dans un film | Chih-Yuan Chen Shou-Chuan Lee                                                                              | Lauréat    |
| 20e cérémonie des Golden Horse Film Festival and Awards | Meilleur enregistrement sonore   | Fu-Kuo Kao                                                                                                 | Lauréat    |
| 20e cérémonie des Golden Horse Film Festival and Awards | Meilleure chanson originale      | Shou-Chuan Lee                                                                                             | Lauréat    |
| 3e cérémonie des Hong Kong Film Awards                  | Meilleure bande-son dans un film | Chih-Yuan Chen Shou-Chuan Lee                                                                              | Lauréat    |
| 3e cérémonie des Hong Kong Film Awards                  | Meilleure chanson originale      | Chanson : Any Empty Wine Bottles for Sale (酒矸倘賣無) Composition/Paroles : Hau Tak-Kin Chanteur : Su Rui | Lauréat    |